# Чилі
Чи́лі (ісп. Chile; Spanish: [ˈtʃile]), офіційна назва — Респу́бліка Чи́лі (ісп. República de Chile) — країна на заході Південної Америки. Займає довгу вузьку смугу суші між Андами на сході і Тихим океаном на заході. Площа 756 096 км², населення 17,5 млн (станом на 2017 рік). Столиця та найбільше місто — Сантьяго, офіційна мова — іспанська.
Межує на півночі з Перу, на заході та півдні омивається Тихим океаном, на сході за хребтами Анд межує з Болівією і Аргентиною. Через Магелланову протоку Чилі має вихід в Атлантичний океан. Країні належать декілька невеликих островів у Тихому океані: Пасхи, Сала-і-Гомес, Сан-Фелікс, Амбросіо, Дієго-Рамірес біля мису Горн, група островів Хуан-Фернандес. Також Чилі претендує на сектор в Антарктиці.

## Етимологія
Існують різні теорії щодо походження слова «Чилі». Іспанський літописець Дієго де Росалес вважає, що інки називали «Chili» долину річки Аконкагуа. На користь цієї теорії свідчить факт, що в долині річки Касма в Перу було місто і долина з назвою «Chili».
Згідно з іншими теоріями, Чилі отримала свою назву від індіанського слова, що означає «край землі»; або від слова «Chiri» мовою кечуа, що значить «холодний», або «tchili», що означає «сніг».

## Основна інформація
- Столиця — Сантьяго де Чилі.
- Площа 756 950 км².
- Населення 16 634 603 млн ос. (2012).
- Офіційна мова — іспанська.
- Грошова одиниця — чилійський песо.
- Голова держави й уряду — Габрієль Борич (з 2022 року);
- Політична система — демократична конституційна республіка;
- Експорт: мідь (найбільший експортер у світі), залізо, молібден (другий світовий експортер), нітрати, пульпа і папір, сталеві вироби, рибні продукти, фрукти;
- Рельєф: уздовж західного кордону — гори Анди, на півночі рівнинна пустеля Атакама.

## Природа
Територія Чилі витягнута вздовж узбережжя Тихого океану на 4300 км і зайнята переважно хребтами Анд (висотою до 6880 м), між якими лежить Поздовжня долина — головний економічний район країни. Територія належить до Тихоокеанського вогняного кола, через що тут багато вулканів, часті землетруси. Клімат — від тропічного пустельного на півночі (пустеля Атакама) до помірного на півдні.
Чилі розташована в трьох кліматичних поясах. Північна пустеля і холодний південь країни досі мало освоєні, зважаючи на суворі природні умови.
У середній частині країни зосереджено приблизно 75 % населення країни, тут найрозвиненіше господарство.
Наприкінці палеозою Південна Америка належала до континенту Гондвана.

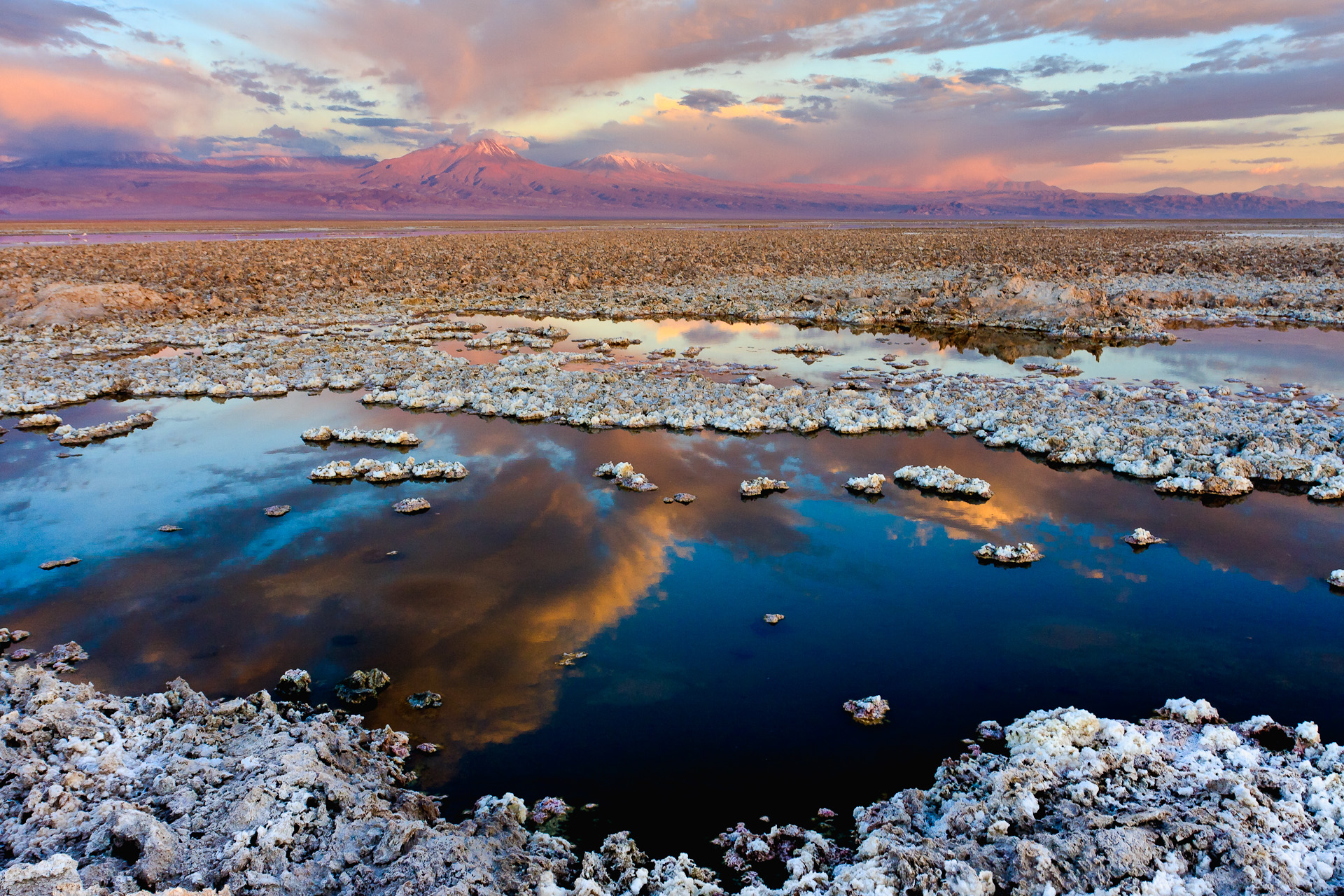
Салар-де-Атакама, пустеля Атакама.

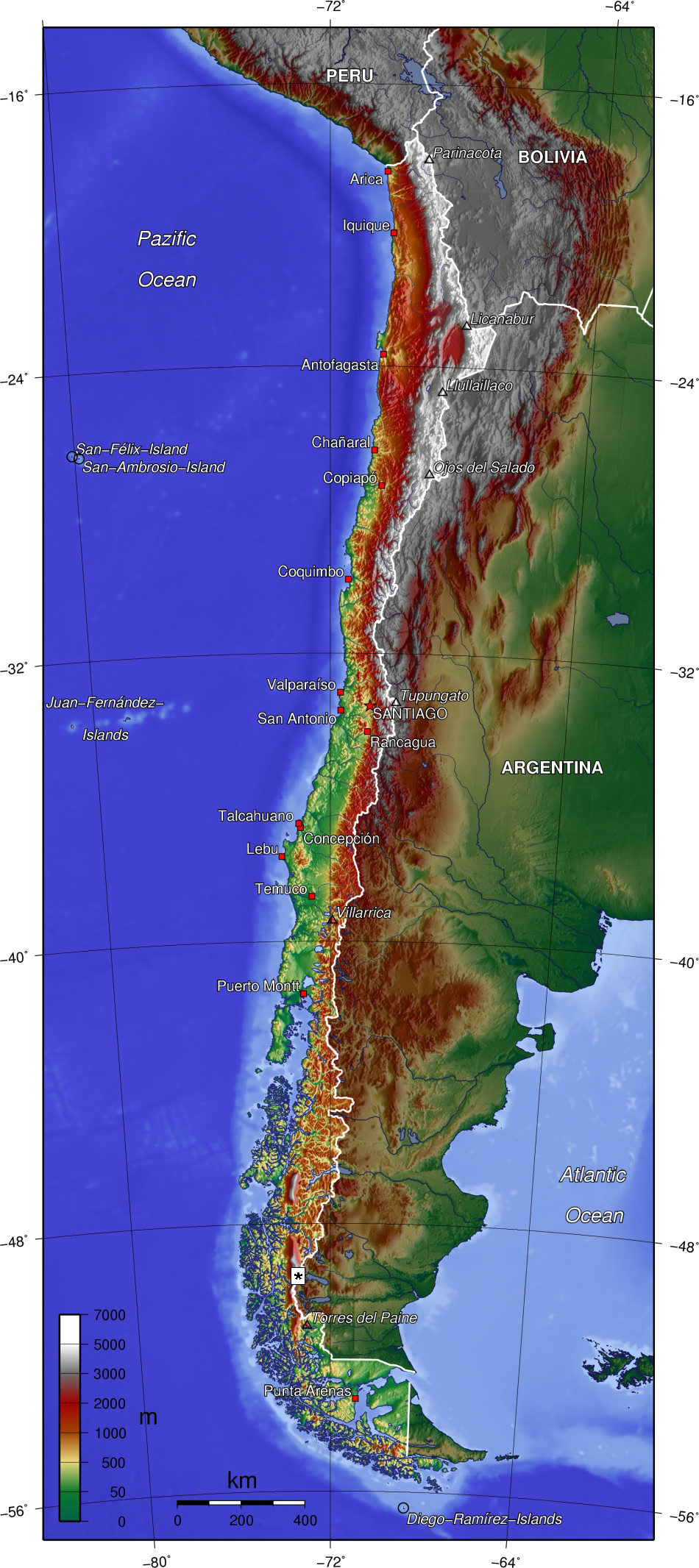
Топографія Чилі, розташування на карті Південної Америки.

Чилійський рельєф формує поздовжня депресія, оточена двома гірськими хребтами, які становлять близько 80 % території.
Вздовж Берегового хребта на узбережжі Тихого океану поширені прибережні рівнини, де збудовані прибережні міста і великі порти.
Норте Ґранде (Norte Grande) — це область між північною межею країни і паралеллю 26° пд. ш. Вона характеризується наявністю пустелі Атакама, найпосушливішої на планеті.
На південь розташована область Норте Чико, яка простягається до річки Аконкагуа. Лос Андес знижуються на південь і наближаються до узбережжя.
Центральний район — це найбільш населений регіон країни. Прибережні рівнини широкі і дають змогу споруджувати міста і порти вздовж Тихого океану.
Патагонія простягається на південь від 41° пд. ш. Під час останнього заледеніння, ця область була покрита льодовиком.
У результаті ерозії, спричиненої дією льодовиків, сформувалися фіорди.

## Історія

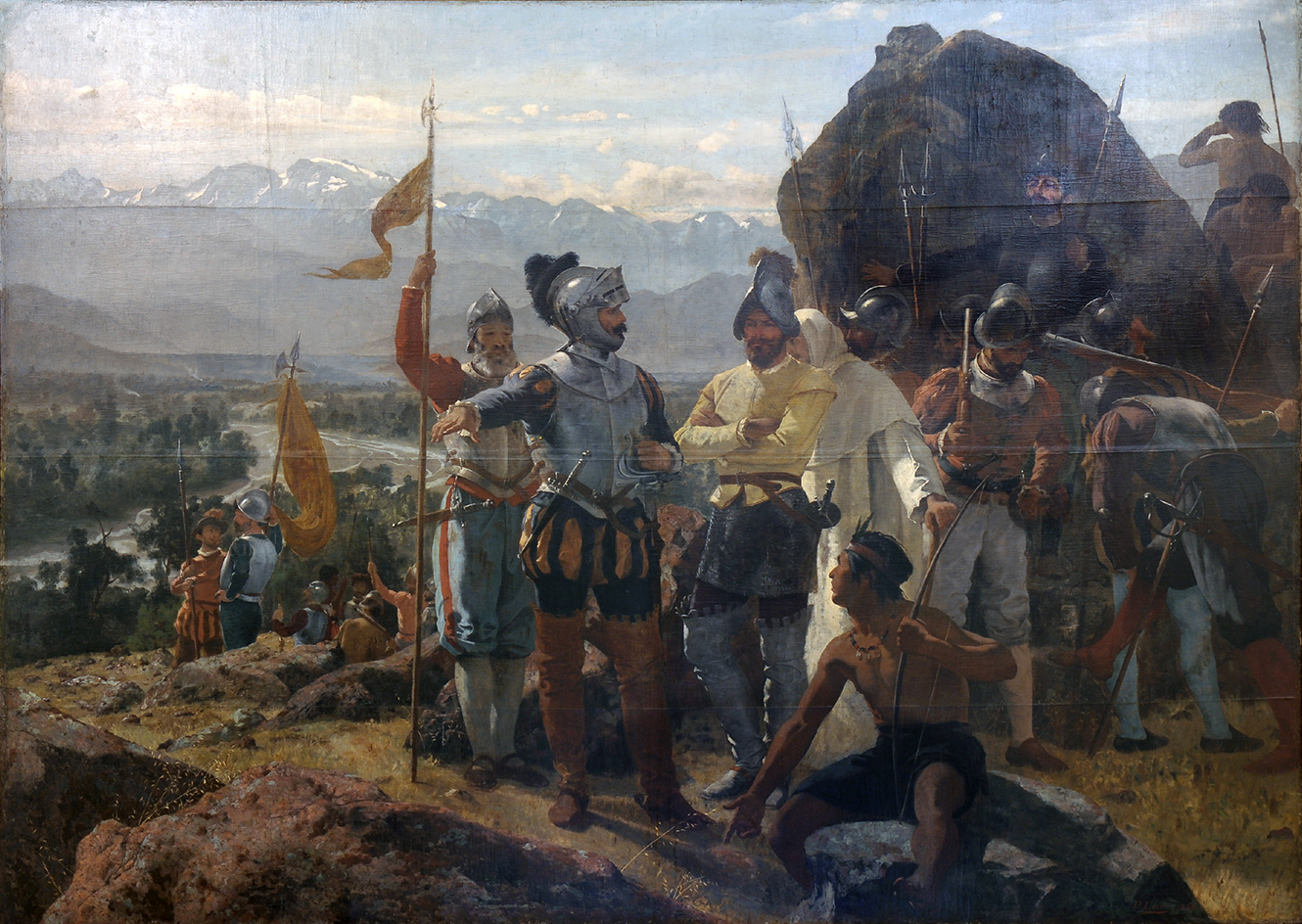
Заснування Сантьяго

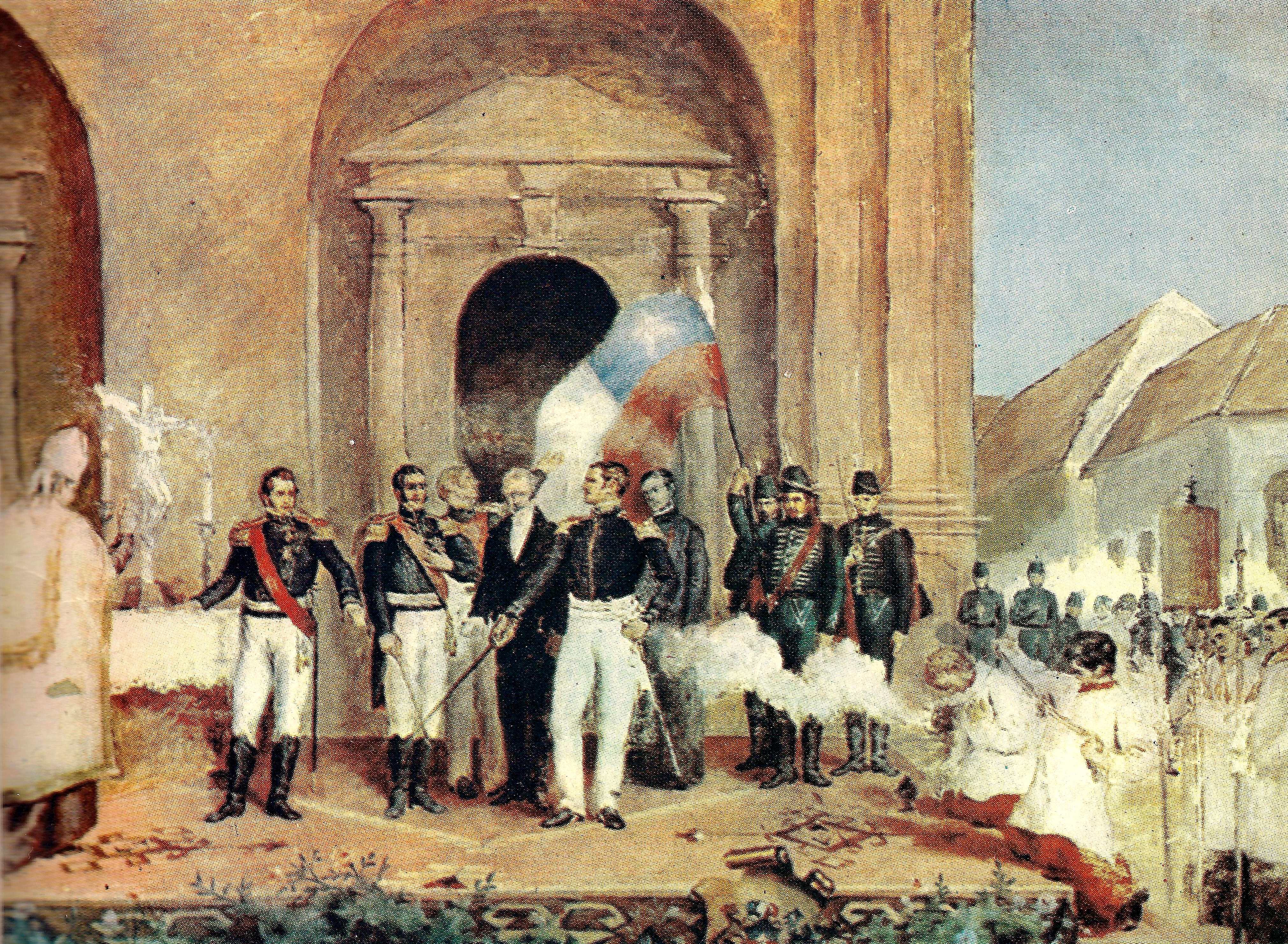
Проголошення незалежності Чилі. Картина

Історія Чилі починається з часів заселення регіону близько 13 000 років тому. До вторгнення іспанців в північній частині Чилі жили індіанські народи кечуа і аймара, в центральній частині — мапуче, на півдні — алакалуфи, яґани та она. Наприкінці XIII — початку XIV століть північну частину Чилі (до річки Мауле) завоювали інки. На південь від річки Мауле племена мапуче не підкорялися інкам, влаштувавши їм запеклий опір.
У XVI столітті почалося завоювання й підкорення територій нинішнього Чилі іспанськими конкістадорами. Північні райони, населення яких звикло підкорятися інкам, іспанці підкорили легко. В цей час іспанці засновують поселення: Сантьяго, Вальпараїсо, Консепсьйон, Вальдивія, які одночасно служать і фортецями. У районах проживання мапуче просування іспанців на південь супроводжувалося бойовими діями.
Іспанці не знайшли в Чилі багатих покладів дорогоцінних металів, і колонізація набула сільськогосподарського характеру, з напливом в XVII—XVIII століттях переселенців з найбіднішої іспанської провінції Естремадури, а також басків. У центральній частині Чилі природні умови були схожі на середземноморські. Там стали культивуватися пшениця, ячмінь, коноплі, виноград. Також почалося розведення великої рогатої худоби та овець. З XVIII століття велике значення набув видобуток міді. Таким чином, у колоніальну епоху заклали основи сучасної економіки Чилі. У цей період відбувався процес метисації. До початку XIX століття метиси становили близько 80 % населення.

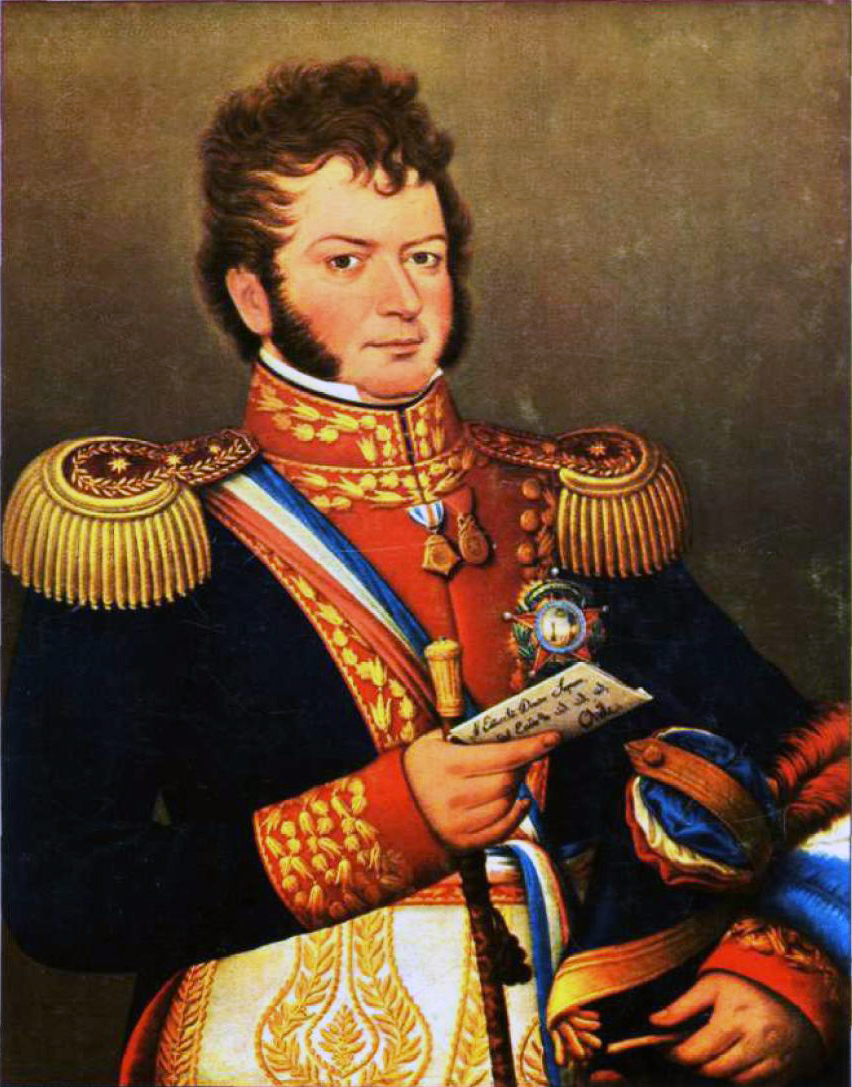
Бернардо О'Гіґґінс

На початку XIX століття (1810—1823) під проводом Бернардо О'Гіґґінса та Мануеля Родрігеса чилійський народ завоював незалежність від колоніальної влади Іспанії.
Вдала війна Чилі і Аргентини проти Болівії і Перу в 1837 році перша та друга «тихоокеанські війни» дають Чилі панівне становище на західному узбережжі Південної Америки. В середині XIX століття ряд поселень в Чилі заснували переселенці з Німеччини.
Розвиток Чилі аж до Другої світової війни зумовлювалося спочатку видобутком селітри та міді, потім стали добувати вугілля та срібло. Видобуток корисних копалин призвів до значного економічного зростання Чилі.
Інтенсивну програму націоналізації і соціальних реформ, яку почав президент Сальвадор Альєнде в 1970 році, перервала хунта Піночета в 1973. У 1989 році Піночет погодився на проведення конституційних змін і становлення багатопартійної системи; Патрісіо Аілвін став главою держави й уряду в 1990 році.
У 2006—2010 та 2014—2018 рр. країну очолювала перша в історії жінка-президент — пані Мішель Бачелет.

## Адміністративний поділ

Адміністративно-територіальний поділ Чилі.

Чилі поділяється на 15 регіонів, кожен з яких управляється спеціальним керівником, що призначається президентом. Кожен регіон поділяється на провінції, керівники яких також призначаються президентом. Кожна провінція ділиться на комуни — адміністративні одиниці третього рівня, що управляються спеціальними органами самоврядування — муніципалітетами, керівників якого вибирає місцеве населення на 4 роки.
| Код  | Назва              | Іспанською                                       | Столиця      |
| ---- | ------------------ | ------------------------------------------------ | ------------ |
| XV   | Арика і Паринакота | Región de Arica y Parinacota                     | Арика        |
| I    | Тарапака           | Región de Tarapacá                               | Ікіке        |
| II   | Антофаґаста        | Región de Antofagasta                            | Антофаґаста  |
| III  | Атакама            | Región de Atacama                                | Копіапо      |
| IV   | Кокімбо            | Región de Coquimbo                               | Ла-Серена    |
| V    | Вальпараїсо        | Región de Valparaíso                             | Вальпараїсо  |
| RM   | Сантьяго           | Región Metropolitana de Santiago                 | Сантьяго     |
| VI   | О'Хіґґінс          | Región del Libertador General Bernardo O'Higgins | Ранкагуа     |
| VII  | Мауле              | Región del Maule                                 | Талька       |
| XVI  | Ньюбле             | Región de Ñuble                                  | Чильян       |
| VIII | Біобіо             | Región del Biobío                                | Консепсьйон  |
| IX   | Араукані́я          | Región de la Araucanía                           | Темуко       |
| XIV  | Лос-Ріос           | Región de Los Ríos                               | Вальдивія    |
| X    | Лос-Лаґос          | Región de Los Lagos                              | Пуерто-Монтт |
| XI   | Айсе́н              | Región Aisén del General Carlos Ibáñez del Campo | Кояїке       |
| XII  | Магальянес         | Región de Magallanes y de la Antártica Chilena   | Пунта-Аренас |

## Економіка

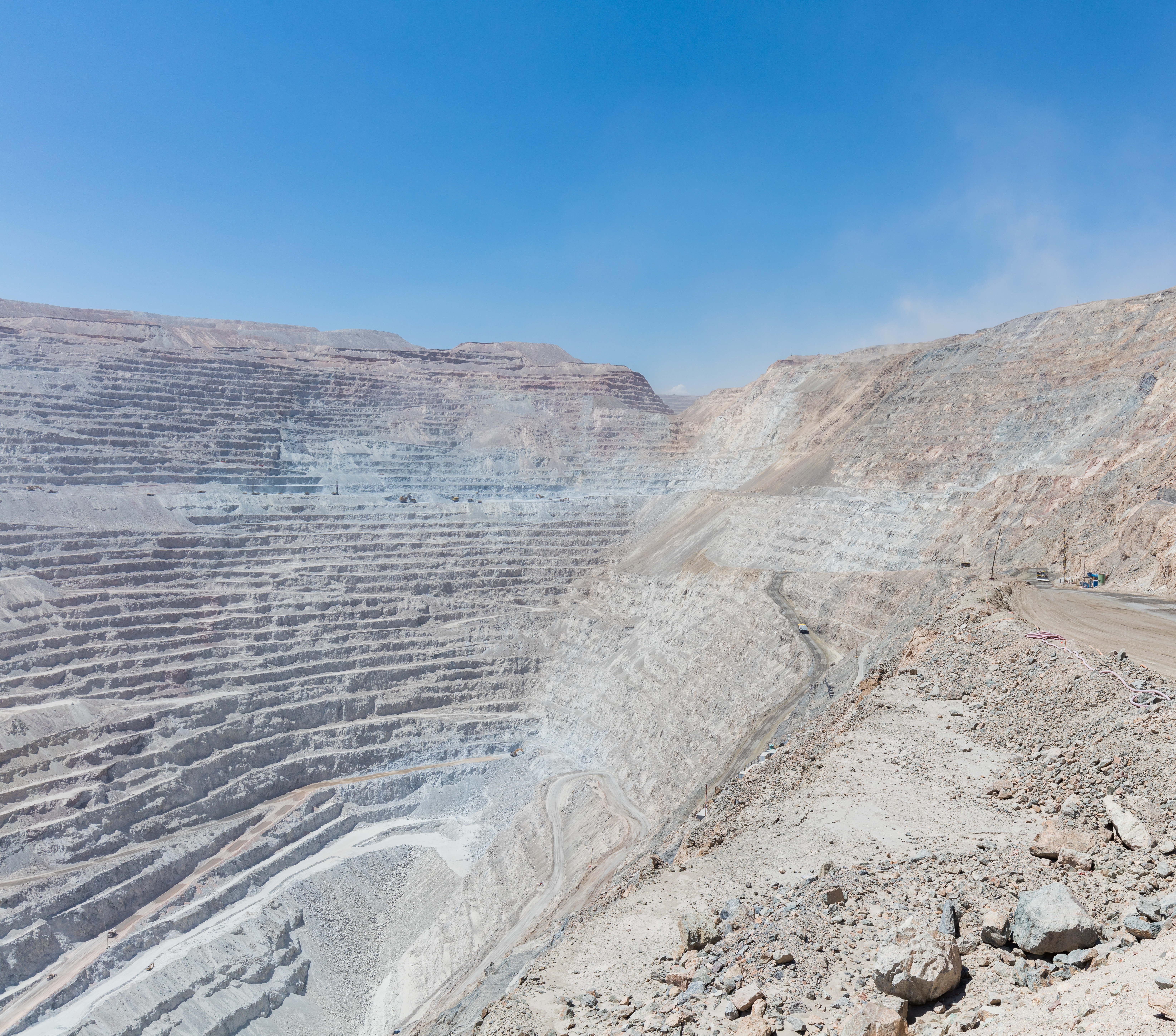
Чукікамата, найбільше наземне родовище у світі

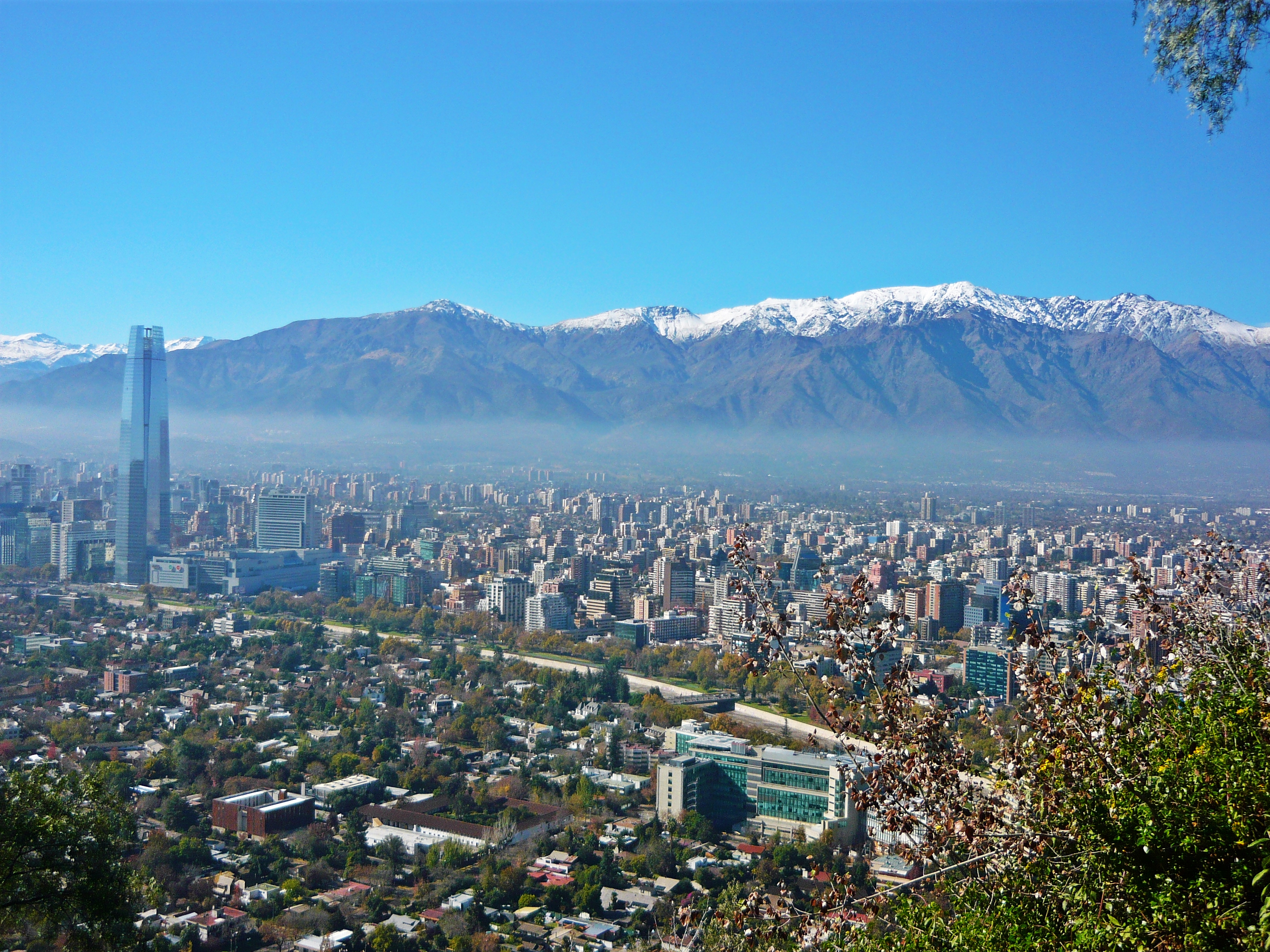
Сантьяго, 2013.

Див. також Корисні копалини Чилі, Історія освоєння мінеральних ресурсів Чилі, Гірнича промисловість Чилі.
Головною галуззю промисловості країни є гірничодобувна (мідь та інші метали). Чилі — найбільший у світі експортер міді, яку видобуває і виплавляє національне підприємство CODELCO. Експлуатація інших ресурсів, як-от залізо, молібден, селітра, золото і срібло також має важливе значення. Крім того, Чилі має 21,9 % світових запасів літію, в країні зосереджено 37 % його світового виробництва. Лазурит, дорогоцінний камінь, що видобувається на півночі Чилі, був оголошений національним каменем в 1984 році.
Серед інших галузей промисловості — металургійна, деревообробна, харчова, текстильна. Сільське господарство, включаючи рибальство та лісове господарство, забезпечує 7 % ВНП (13 % зайнятих), розвинено тваринництво, вирощуються пшениця, виноград, боби, цукровий буряк, картопля, фрукти. Чилі — один з найбільших експортерів фруктів, а також риби й виробів з деревини. ВНП склав в 1994 р $ 97,7 млрд. (ВНП на душу населення — $ 7010), в 2008 р. ВНП досяг $ 169,6 млрд (на душу населення — $ 14,9 тис. За ПКС). Чилі має один з найвищих доходів на душу населення в Латинській Америці (поряд з Уругваєм).
Загальна протяжність залізниць — 7766 км, автошляхів — 79 025 км, внутрішніх водних шляхів — 725 км. Найважливіші порти країни: Ікіке, Вальпараїсо.
Головні торгові партнери: Китай, США, Японія, Бразилія. Грошова одиниця — чилійський песо (1 чилійський песо (Ch $) дорівнює 100 сентаво).
Експорт 66,46 млрд дол. (В 2008) — мідь, фрукти, риба, папір, хімічна продукція, вино.
Основні покупці (2008 рік): Китай — 14,2 %, США — 11,3 %, Японія — 10,4 %, Бразилія — 5,9 %, Південна Корея — 5,7 %, Нідерланди — 5,2 %.
Імпорт 57,61 млрд дол. (В 2008) — нафта та нафтопродукти, хімікати, електроніка, промислова продукція, автомобілі, газ. Основні постачальники (в 2008): США — 19,1 %, Китай — 11,9 %, Бразилія — 9,3 %, Аргентина — 8,8 %, Південна Корея — 5,6 %, Японія — 4,6 %.
Переваги: найбільший у світі виробник міді. Експорт фруктів. Економічне зростання, викликане великими іноземними інвестиціями. Найвищий рівень кредитної довіри через стабільність чилійського песо і фінансових ринків, державний борг становив усього 5,2 % річного ВВП (в 2008 р.; у 2004 р. — 12,8 %) — 121 місце у світі. Розвинені виноробство та рибопереробка.
Слабкі сторони: Велика залежність від зовнішніх поставок нафти (90 % всієї споживаної нафти). Залежність від американських торгових партнерів. Відносно слабка валюта (обмінний курс 509 песо за $ 1 у 2008 р., але 609 у 2004 році). Інфляція 8,7 % — оцінка 2008 року (4,4 % у 2007 році).

### Туризм

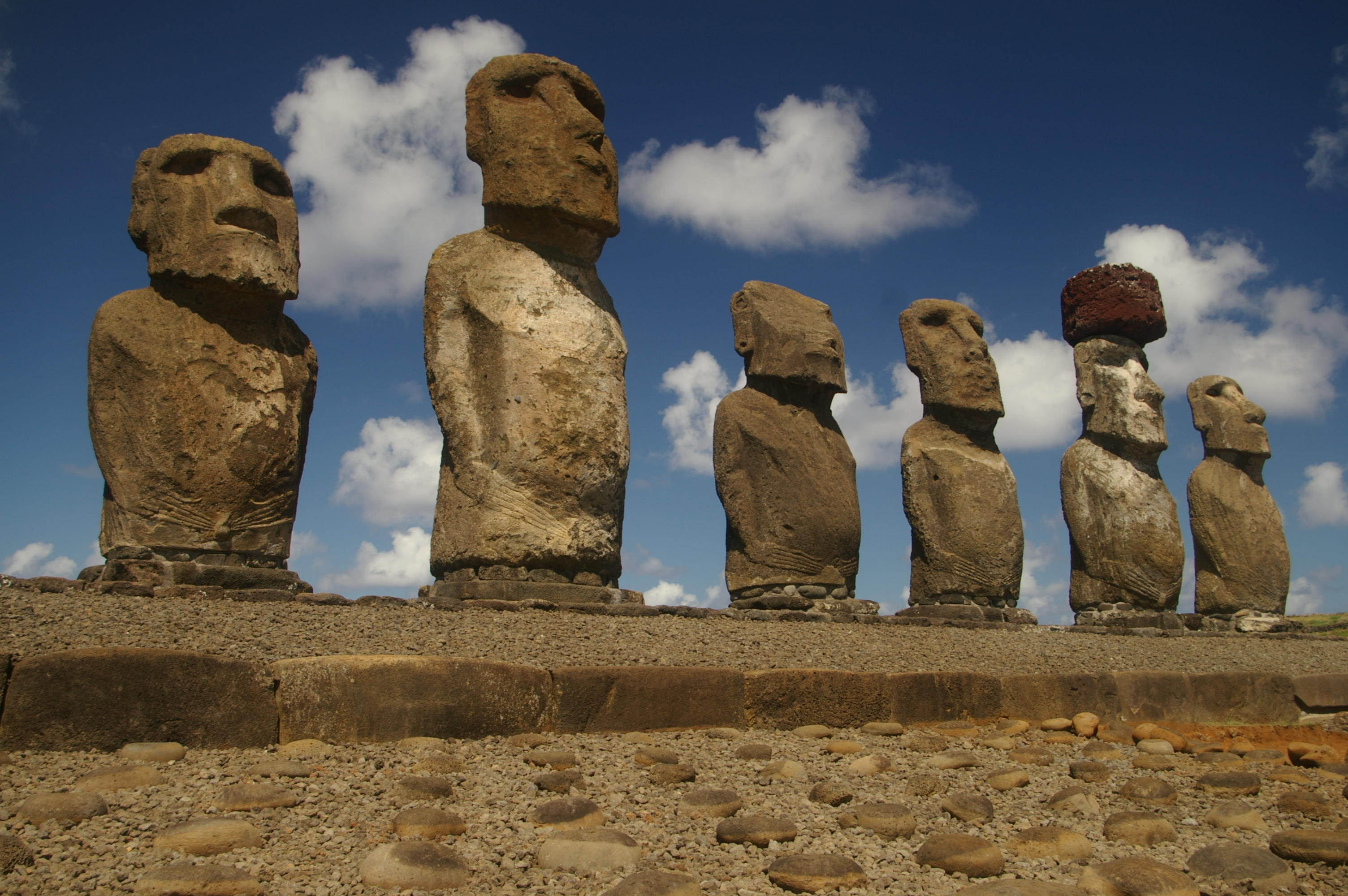
Моаї на острові Пасхи

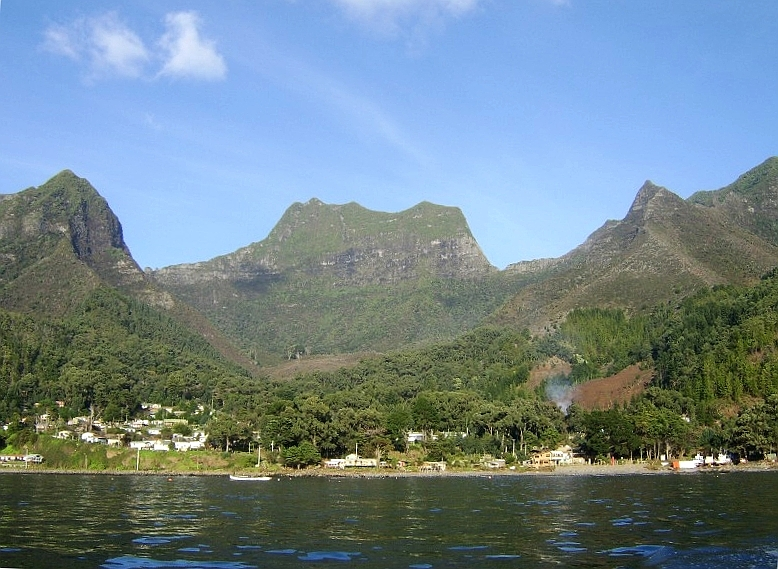
Острів Робінзона Крузо

Туризм став одним з основних економічних ресурсів Чилі, починаючи з середини 1990-х років. Під захистом держави знаходиться близько 14,5 млн га земель у вигляді національних парків, заповідників та пам'яток природи, що становить 20 % площі Чилі. Основна частка туристів в 2011 році (59,3 %) прибувала з прикордонних країн, 17,3 % — з інших країн Південної Америки, 11,9 % — з Європи, 8 % — з Північної Америки. У 2012 році в країну відвідало 3,5 млн туристів, а зростання становило майже 13 %.
Найбільше туристів привертають увагу:
- Столиця Сантьяго, яка знаходиться в кліматі середземноморського типу місто оточене горами й гірськолижними курортами (Вальє-Невадо, Портильйо, комплекс Фареллонес — Ель-Колорадо  — Ла-Парва).
- Найпосушливіша пустеля світу Атакама, знаходиться на півночі країни. Особливе місце займає Місячна долина, розташована в Національному заповіднику Лос-Фламенкос. Туристичними центрами півночі Чилі є міста Арика, Ікіке, Калама, Сан-Педро-де-Атакама і Антофагаста.
- Патагонія, пересічена фіордами і каналами, знаходиться на півдні країни. Клімат — від вологого помірно-холодного до полярного. Туристичними воротами в регіон є старовинний Пуерто-Монт, околиці якого вкриті льодовиковими озерами й покриті незайманими листяними та хвойними лісами.
- Острови. В Чилі — сотні островів. Відомий на весь світ острів Пасхи, місце стародавніх кам'яних статуй — моаї. Інші острова — Моча, архіпелаг Хуан-Фернандес, з яких найпопулярніший — Острів Робінзона Крузо. Острови Чилійського архіпелагу і Церкви острова Чилое занесені в список культурної спадщини ЮНЕСКО.

## Населення Чилі

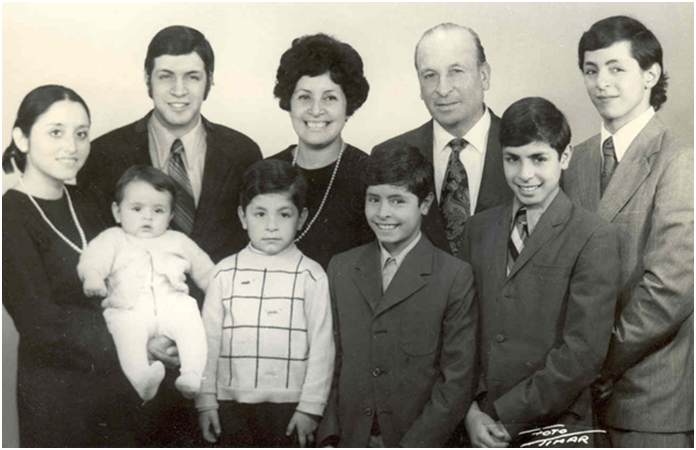
Чилійська сім'я

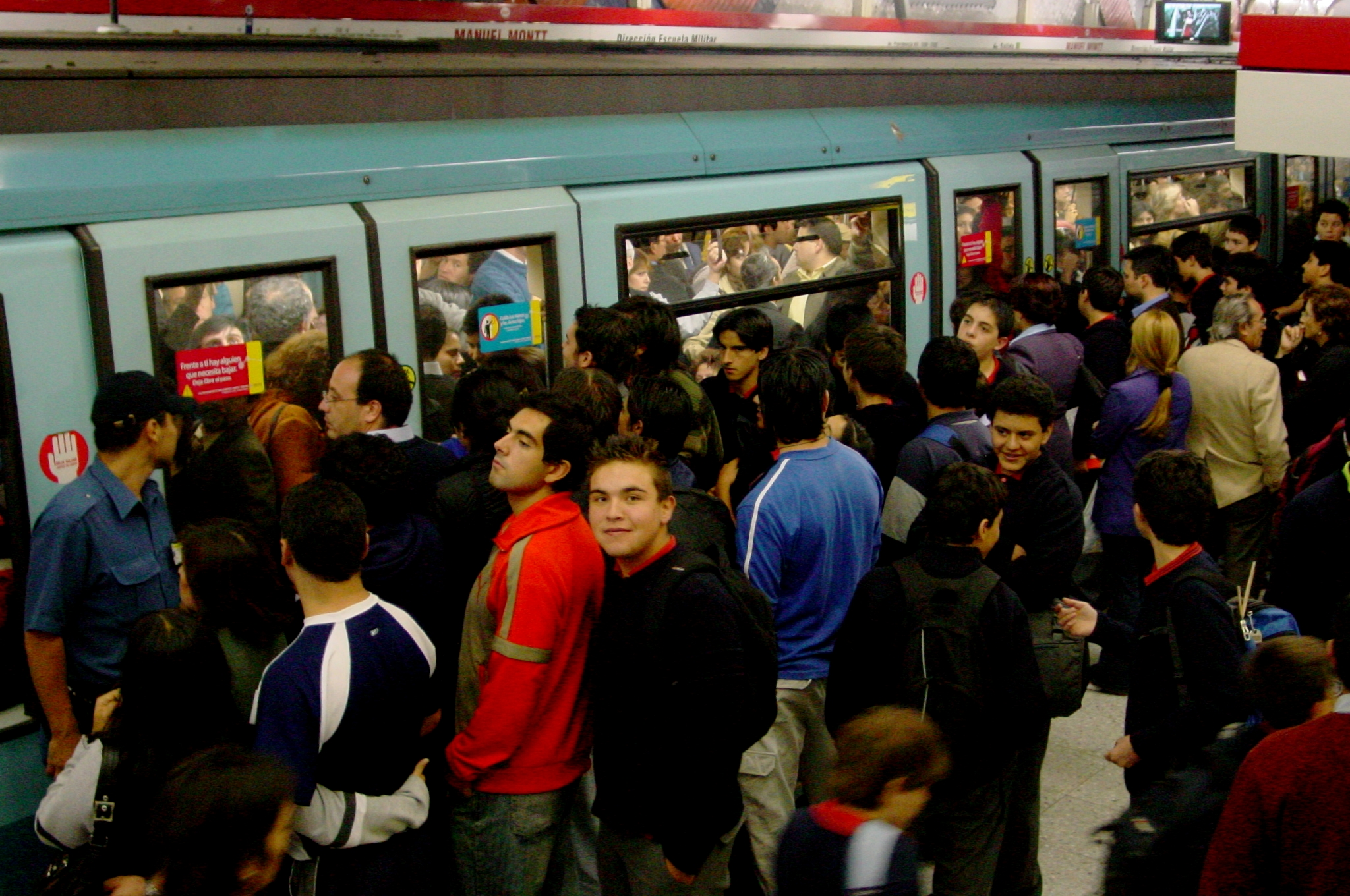
Метро Сантьяго

За прогнозами Національного інституту статистики (INE), населення Чилі складає 18 006 407 осіб, з яких 8 911 940 чоловіки і 9 094 467 жінки. За даними перепису 2002 року цей показник склав 15 116 435 осіб, з яких 7 447 695 були чоловіки і жінки 7 668 740.
Зростання населення останнім часом зменшилося. Хоча населення Чилі протягом двадцятого століття досягло п'ятикратного зростання з 2 695 625 жителів в 1895 році, до 5 023 539 в 1940 році і 13 348 401 в 1992 році, міжпереписний темп зростання в період з 1992 по 2002 рік був 1,24 % в рік, в той час як між 2002—2012 він був 0,99 %.
Через поліпшення умов життя населення, тривалість життя чилійців в 2014 році була найвищою в Латинській Америці — 81,7 року, 78,6 для чоловіків і 84,5 для жінок. У 2009 році це значення було 78,4 року для чоловіків і 75,74 для жінок 81,19. Цього ж року коефіцієнт народжуваності склав 15,0 ‰, коефіцієнта смертності, 5,4 ‰, природний темп зростання 9,6 ‰ (0,96 %), в той час як коефіцієнт дитячої смертності становив 7,9 ‰. Ці цифри показали процес старіння чилійського суспільства, в якому велика частина населення буде старше 35 років в 2020 році, перемігши групу молодих, домінуючу в цей час. Таким чином, в 2025 році демографічна піраміда досягне дзвоноподібного профілю внаслідок процесу демографічного переходу, який відбувається в Чилі.

### Чисельність
- 1983 р. — 12,3 млн чол.
- 1995 р. — 14,3 млн чол.
- 2000 р. — 15,2 млн чол.
- 2005 р. — 16,0 млн чол.

### Етнічний склад
- Європейці — 52,7 %
- Метиси — 44,1 %
- Індіанці — 3,2 %[10]

### Середня тривалість життя
- Чоловіки — 72,5 року.
- Жінки — 78 років.

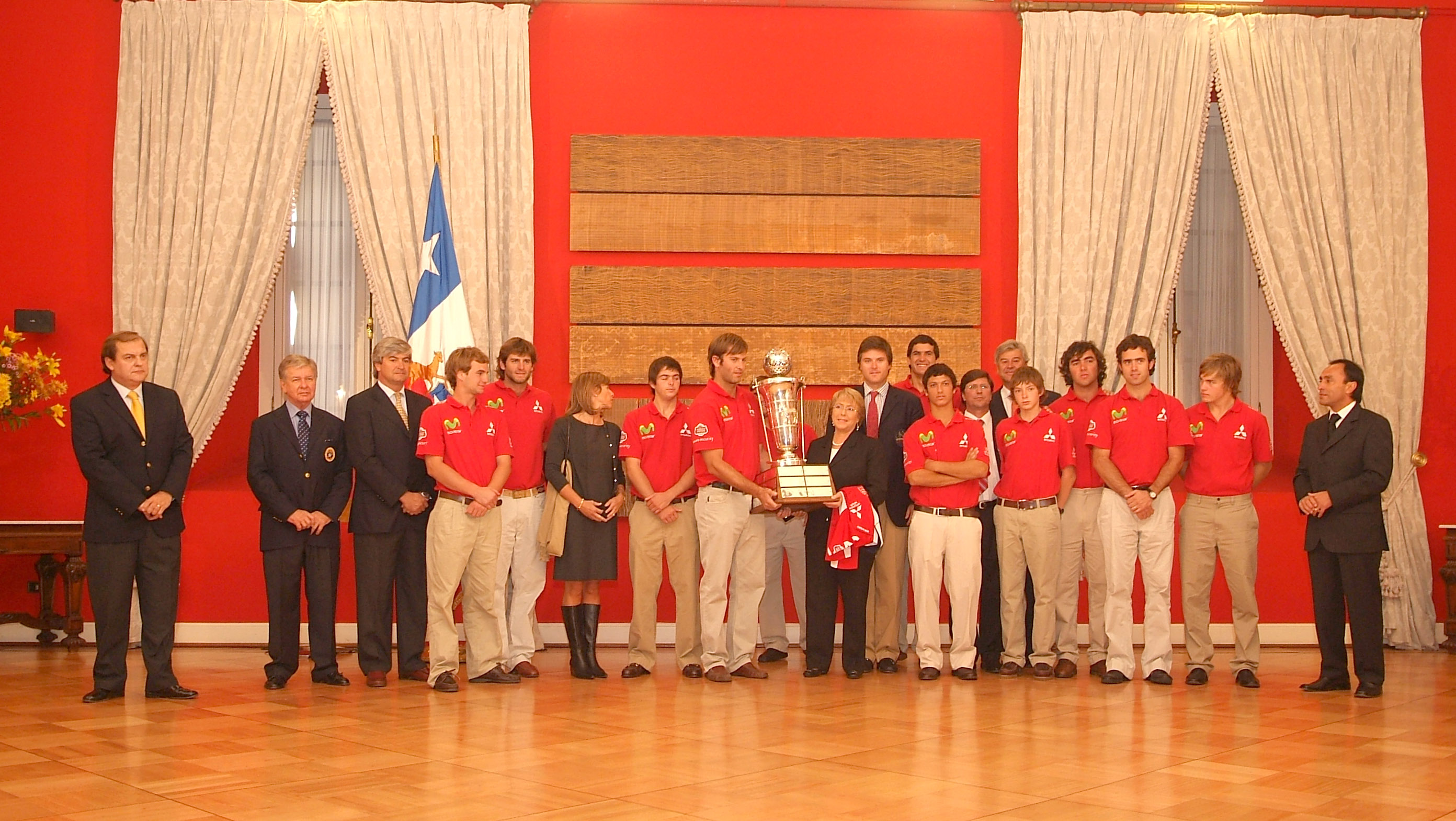
Чилійська команда

У 2009 році чисельність населення Чилі становила 16 970 000 осіб, з яких близько 8,8 мільйона або 52,7 % — це білі європейці, а 44 % — це метиси. В інших джерелах йдеться про те, що чисельність білих людей зросте з 64 % до 90 % чилійського населення. Різноманітні хвилі іммігрантів до Чилі складались з басків, іспанців, італійців, ірландців, французів, греків, німців, англійців, шотландців, хорватів та палестинців.
За даними перепису 2002 р., 3,2 % населення Чилі склали індіанці.

### Етнічний склад

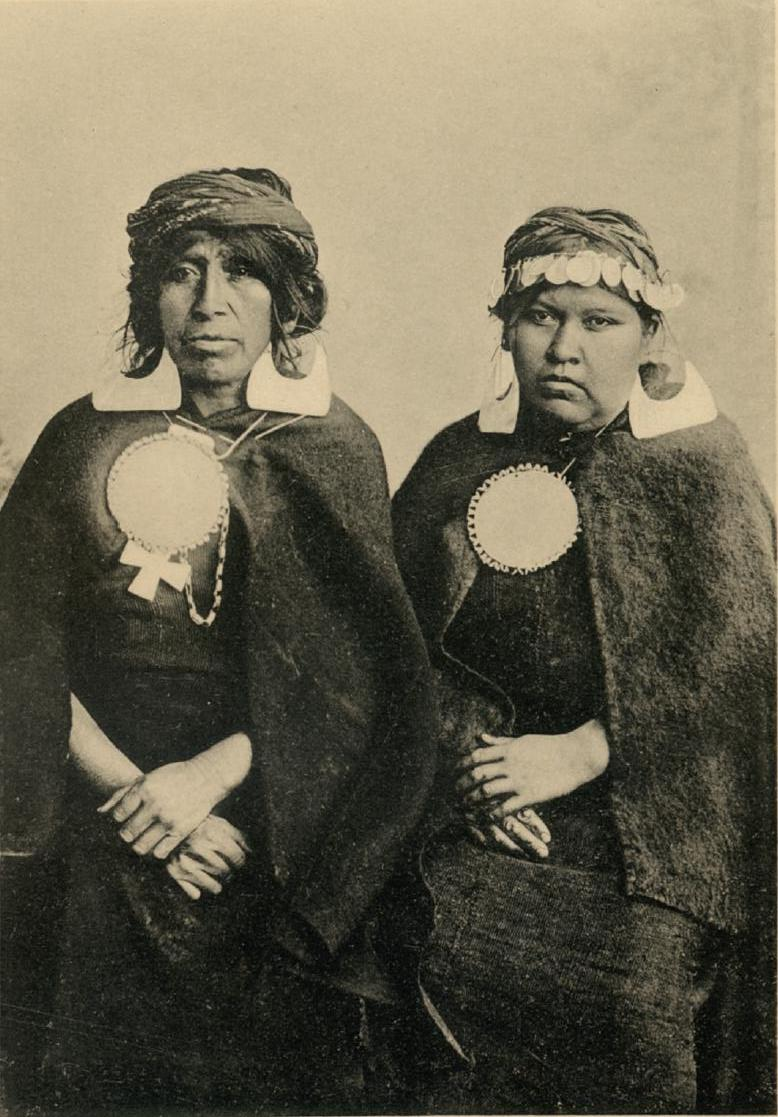
Aрауканська жінка

Населення Чилі складається з трьох основних груп:
- Іспаномовні чилійці
- Іммігранти та їхні нащадки з країн Європи, Азії та Америки, які прибули до Чилі в XX столітті та не змішалися з іспаномовними чилійцями
- Індіанські народи (зокрема араукани (604 349 осіб, 2002 р.), аймара (48 501 осіб, 2002 р.), атакаменьйо (21 015 осіб, 2002 р.), кечуа (6175 осіб, 2002 р.), колла (3198 осіб, 2002 р.), алакалуфи (2622 осіб, 2002 р.), яґани (1685 осіб, 2002 р.) тощо.)
- А також полінезійці — рапануйці (4647 осіб, 2002 р.), що населяють острів Пасхи.

Понад 20 % чилійців належать до білої раси. Індіанське населення (вже змішане з білими) складає 80 % населення. Національний склад іммігрантів був і залишається дуже різноманітним: переважають іспанці та італійці.
Іспаномовні чилійці є нащадками вперше прибулих у 1535 році на територію сучасного Чилі і в наступні часи іспанців та індіанців, що мешкали тут. Змішання протягом століть цих етнічних груп призвело до того, що зараз іспаномовні чилійці становлять 60 % загального населення країни. Ранні європейські переселенці (XVI—XVIII ст) складалися з басків, галісійців, іспанців. У XIX—XX ст. в країну іммігрувало багато вихідців з Італії, Франції, Німеччини, Хорватії, Британських островів, а також арабів-палестинців. Наразі їх нащадки проживають в основному на півдні країни, в столиці та інших великих містах. У Чилі є також впливові громади євреїв, швейцарців, греків, голландців. В останні десятиліття в Чилі іммігрують переважно із сусідніх країн — Перу, Болівії, Аргентини.
Індіанське населення Чилі нині становить менш як 4 % загального числа мешканців країни.

### Корінні народи Чилі[15]
Північна частина країни
- Аймара
- Чанґо
- Атакаменьйо
- Діагіта
- Кечуа
- Колла (Colla, qolla, qulla (ісп.))

Центральна частина
- Пікунче
- Мапуче
- Вільїче
- Пеуенче

Південна частина
- Чоно
- Теуелче
- Алакалуфи
- Она
- Яґани

Острівні території
- Рапануйці

### Міграція

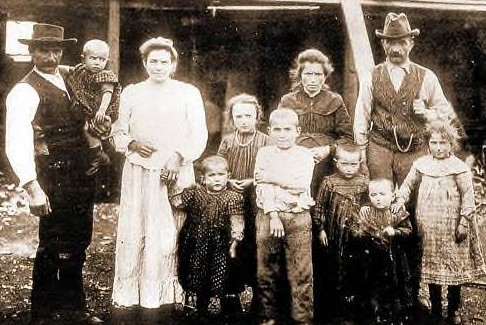
Італійські переселенці

Наразі внутрішні міграції відбуваються здебільшого з сільської місцевості до міст та гірничопромислових регіонів півночі країни. Середня щільність населення в Чилі — 22,1 людини на 1 км. У той же час країна заселена нерівномірно: найбільша щільність населення (до 60 осіб/1 км) припадає на центральну частину країни. Так, на невелику частину узбережжя від Консепсьйона до Вальпараїсо припадає понад 75 % жителів. На півночі ж країни щільність становить 2—3 людини на 1 км, на крайньому півдні — менше 1 людини на 1 км. Найбільша концентрація населення припадає на район столиці. У Сантьяго та його передмістях проживає 35 % населення Чилі та 42 % усіх містян.
Араукани наразі розселені в південних районах центральної частини країни, від річки Біо-Біо на півночі до озера Льянкіує на півдні. Переважно це поселення в резервації Темуко. Закон про переселення індіанців до резервацій був прийнятий в Чилі в 1868 році. Вогнеземельці ж були практично повністю винищені або вимерли від епідемій.
Німці Чилі практично не змішувалися з іншими народами країни. Німецькі колонії розташовані переважно в південному Чилі — в районах Пуерто-Монт, Вальдивія, Осорно. Тут же зосереджена і значна частина італійців, хорватів та британців.
Рапануйці, які проживають на острові Пасхи, також здебільшого змішалися з іспаномовними чилійцями.

## Міжнародні відносини

### Відносини з Україною
Чилі та Україна встановили між собою дипломатичні відносини 28 січня 1992 р.

На відміну від інших латиноамериканських лідерів, президент Чилі Габрієль Борич рішуче засудив російську агресію проти України:
«Росія обрала війну як засіб вирішення конфліктів. З Чилі ми засуджуємо вторгнення в Україну, порушення її суверенітету та незаконне застосування сили. Наша солідарність буде з жертвами, а наші скромні зусилля — з миром».

## Культура та наука

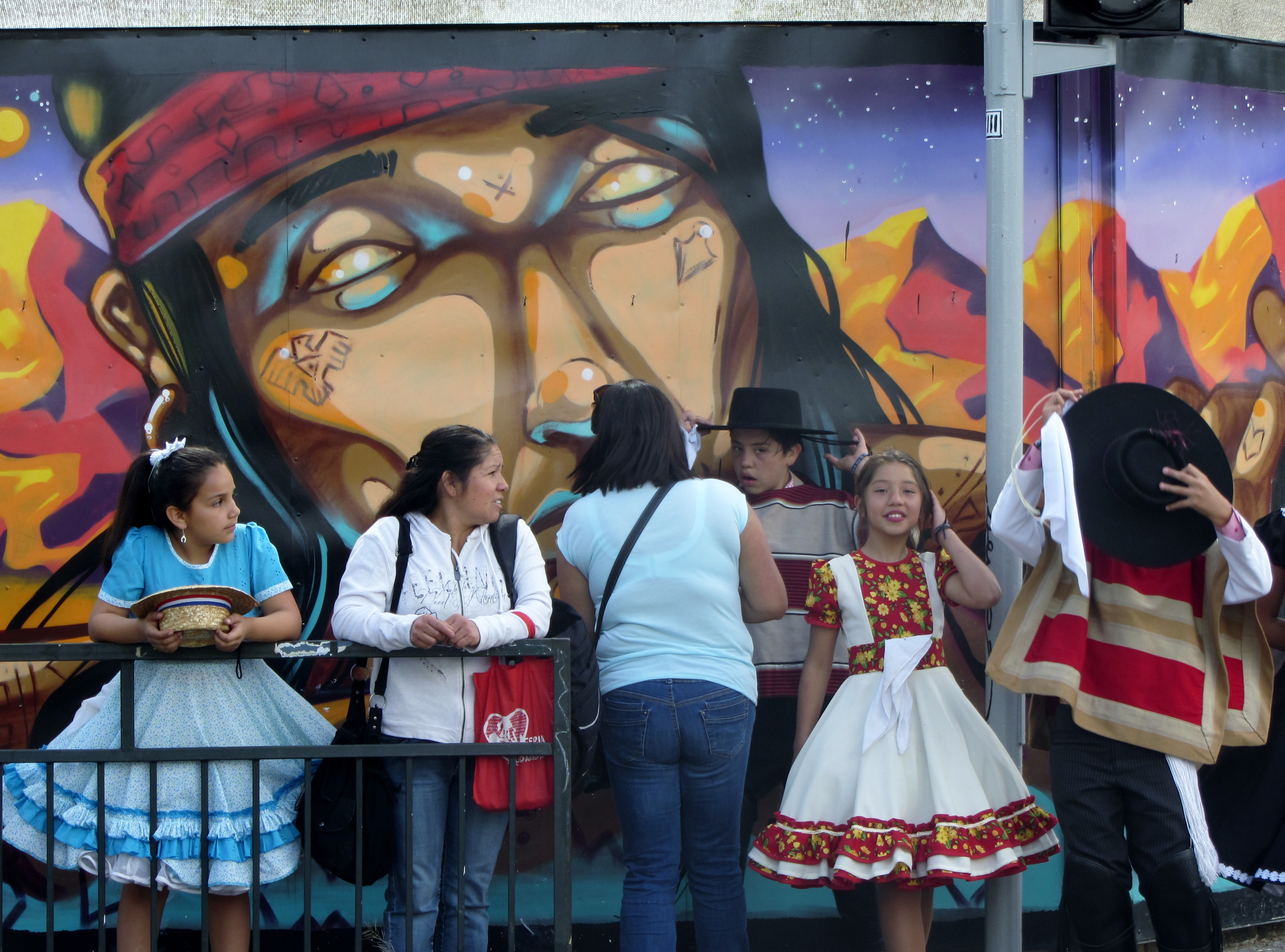
Куека в Сантьяго де Чилі

Матеріальна культура чилійського народу являє собою сплав елементів іспанської матеріальної культури та культури корінного населення країни, причому іспанський вплив переважає.

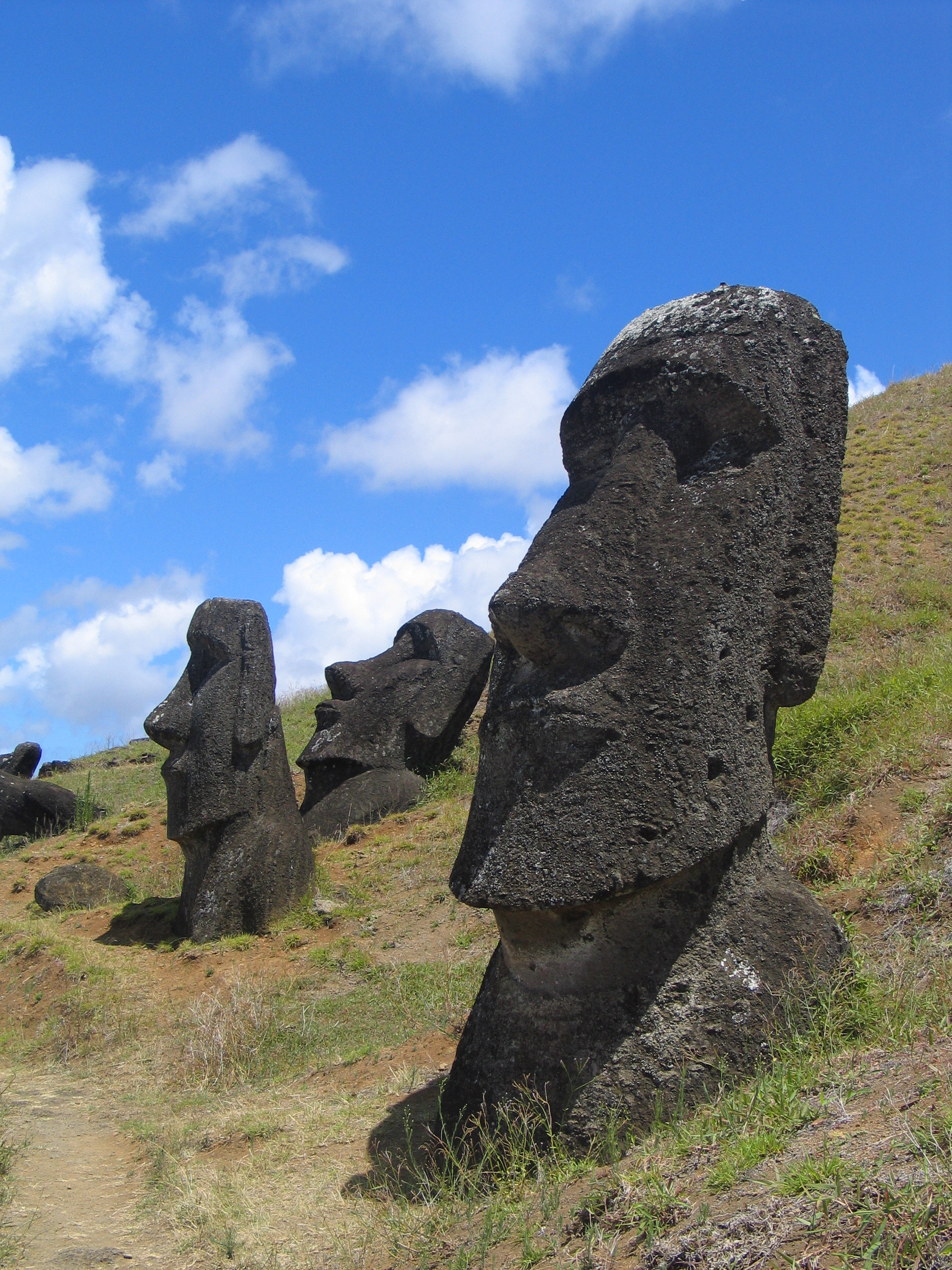
Моаї на острові Пасхи

У Чилі збереглися залишки стародавніх індіанських культур, в тому числі атакамської (на півночі) і арауканської (на півдні): керамічні вироби, орнаментовані геометричними малюнками і зображеннями тварин. У Сан-Педро-де-Атакама знайдені наскельні малюнки. На острові Пасхи збереглися гігантські кам'яні статуї, стародавнє дерев'яне начиння.

### Архітектура

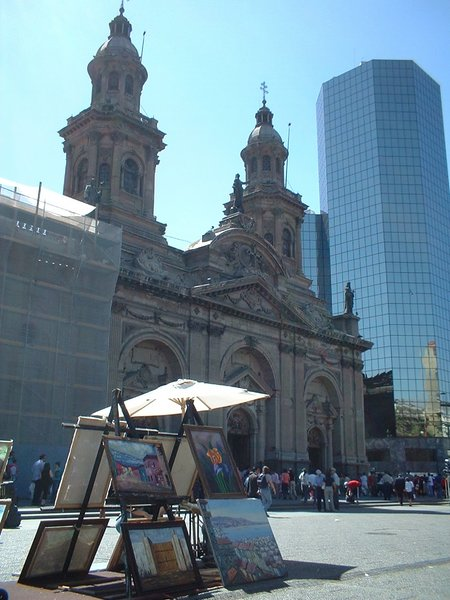
Собор в Саньяго

Від стародавніх культур на півночі країни збереглися руїни фортець і поселень. У індіанських селищах пустелі Атакама індіанці будували хатини з каменю і кактуса, а в південних долинах — з мулу й дерева. Перше чилійське місто Сантьяго (засноване в 1541 році) отримало прямокутну сітку вулиць (схід — захід, північ — південь) з центральною площею Пласа де Армас, з боків якої височіють будівлі колоніального періоду. Велика частина одноповерхових будівель XVI—XVIII століть (з подвір'ями — патіо, порталами й візерунковими металевими ґратами на вікнах) була зруйнована землетрусами і пожежами. В Сантьяго збереглися церкви Сан-Франсиско (1572—1618), Санто-Домінго (XVII—XVIII століття). Палац Ла-Монеда (1780—1805, архітектори X. Тоеска-і-Річі, А. Кабальєро) — характерний приклад класицизму. Кафедральний собор Сантьяго є прикладом неокласицизму.
Після звільнення від колоніальної залежності посилила вплив французька архітектурно-художня школа. У 2-й половині XIX століття з'являються роботи представників чилійської архітектурної школи. Наприкінці XIX століття в архітектурі, головним чином в будівництві готелів і приватних будинків, проявився еклектизм, а на початку XX століття поширення набув стиль «модерн».
З 1920-х років розвивається архітектурний напрямок, що звільнився від іноземних впливів, пов'язаний з традиціями народної архітектури. Значним внеском у національне містобудування була реконструкція центру Сантьяго (1938—1942). Монументальні громадські будівлі, зведені по периметру площі Пласа де Армас, створили нову містобудівну основу центру столиці. Починаючи з 1950-х років увага приділяється комплексному будівництву житлових районів в передмістях Сантьяго, в Ариці, Антофагасті та інших містах (архітектори К. Брешані, Г. Вальдес, Ф. Кастільйо, К. Гарсія Уйдобро).
Для 1960-х — початку 1970-х років характерна орієнтація на реконструкцію старих міських центрів і будівництво висотних будівель (проєкт реконструкції чотирьох районів Сантьяго, 1965—1969, архітектори Г. Сен-Жан та ін.); одночасно розробляються конструкції, які дозволяють зводити будівлі до 20 поверхів і вище, здатні протистояти землетрусам.

### Кухня

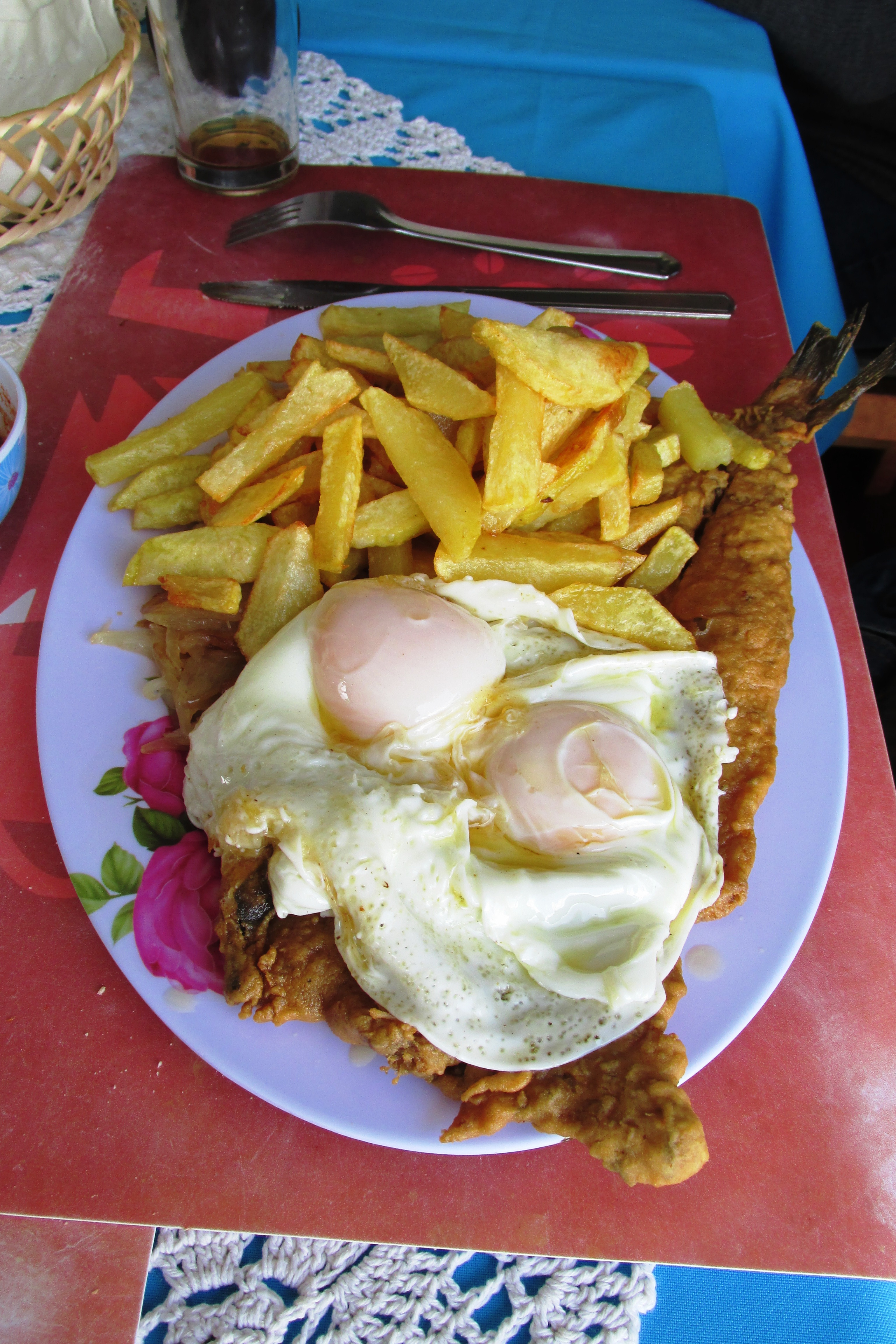
Чоррільяна

На формування чилійської кухні вплинула культура Іспанії, Італії та Франції, а також рецепти корінних народів, що проживали в даній місцевості. Головна її особливість — наявність великого числа страв з морепродуктів, якими багате чилійське узбережжя. Унікальні види риб, молюсків, ракоподібних та водоростей, які ростуть завдяки течії Гумбольдта, вирізняють чилійську кухню від інших. Окрім морепродуктів, чилійські кухарі часто використовують вино, оскільки Чилі є одним з найбільших виробників цього напою.
Одна з традиційних страв — «касуела де аве» — курячий суп з різноманітними спеціями, картоплею та локшиною. А «куранто», розповсюджене на півдні країни та на о. Пасхи, можна умовно назвати різновидом шашлику — земляним шашликом (м'ясо закопується в землю, а над ним запалюється багаття). Популярні «емпанадас» — пиріжки з найрізноманітнішими начинками: з м'ясом, оливками або тунцем. Ще одна традиційна страва — суп з морських їжаків. Попри те, що про його смакові якості можна сперечатися, ця багата на йод страва дуже популярна серед чилійців.

### Музика
Стародавню музичну культуру зберігають нащадки чилійських аборигенів, насамперед араукани. Різноманітні їх сольні і колективні пісні (ліричні, любовні, дитячі, трудові, військові, магічні), індивідуальні та масові танці. Серед музичних інструментів арауканів — ударні (барабани культрун, брязкальце уада), духові (трутрука, лолкінь, кюлькюль, піфюлька). Характерні для народної креольської музики Чилі пісенні та пісенно-танцювальні жанри — тонада, самакуека (частіше куека), Куанда. Основні музичні інструменти — гітара, арфа, також гітаррон, який використовують професійні народні співаки (уасо).
У Сантьяго функціонують Симфонічний оркестр Чилі (заснований в 1941 році), Муніципальний симфонічний оркестр Сантьяго (заснований в 1955 році), хор Чилійського університету (заснований в 1945 році), струнний квартет Сантьяго (заснований в 1954 році), Національна консерваторія, Інститут поширення музичного мистецтва (заснований в 1940 році).

### Література

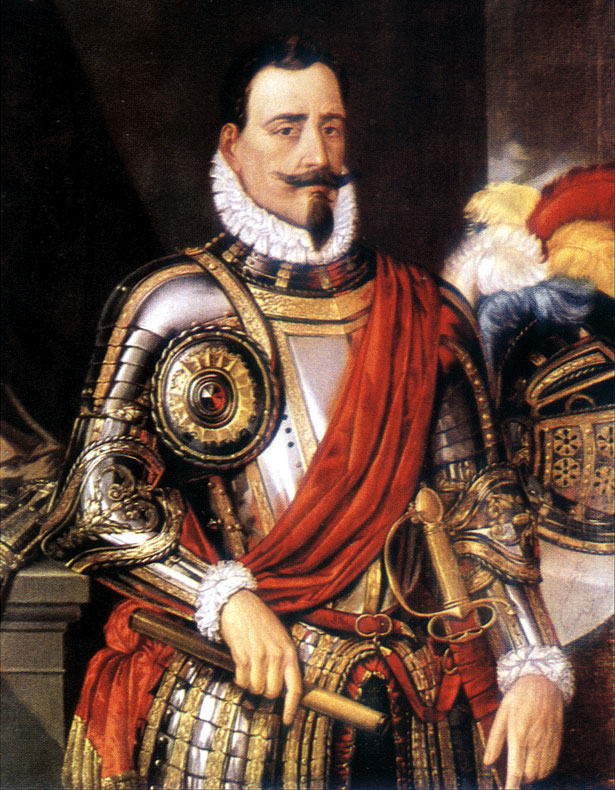
Педро де Вальдивія

### Наука
Через значну висоту над рівнем моря, практично відсутню хмарність, сухе повітря, низький рівень світлового забруднення та радіоперешкод, пустеля Атакама є найкращим місцем у світі для проведення астрономічних спостережень. Тому в Чилі зосереджуються найвизначніші та найбільші наземні телескопи світу, зокрема:Дуже великий телескоп. 

## Зображення

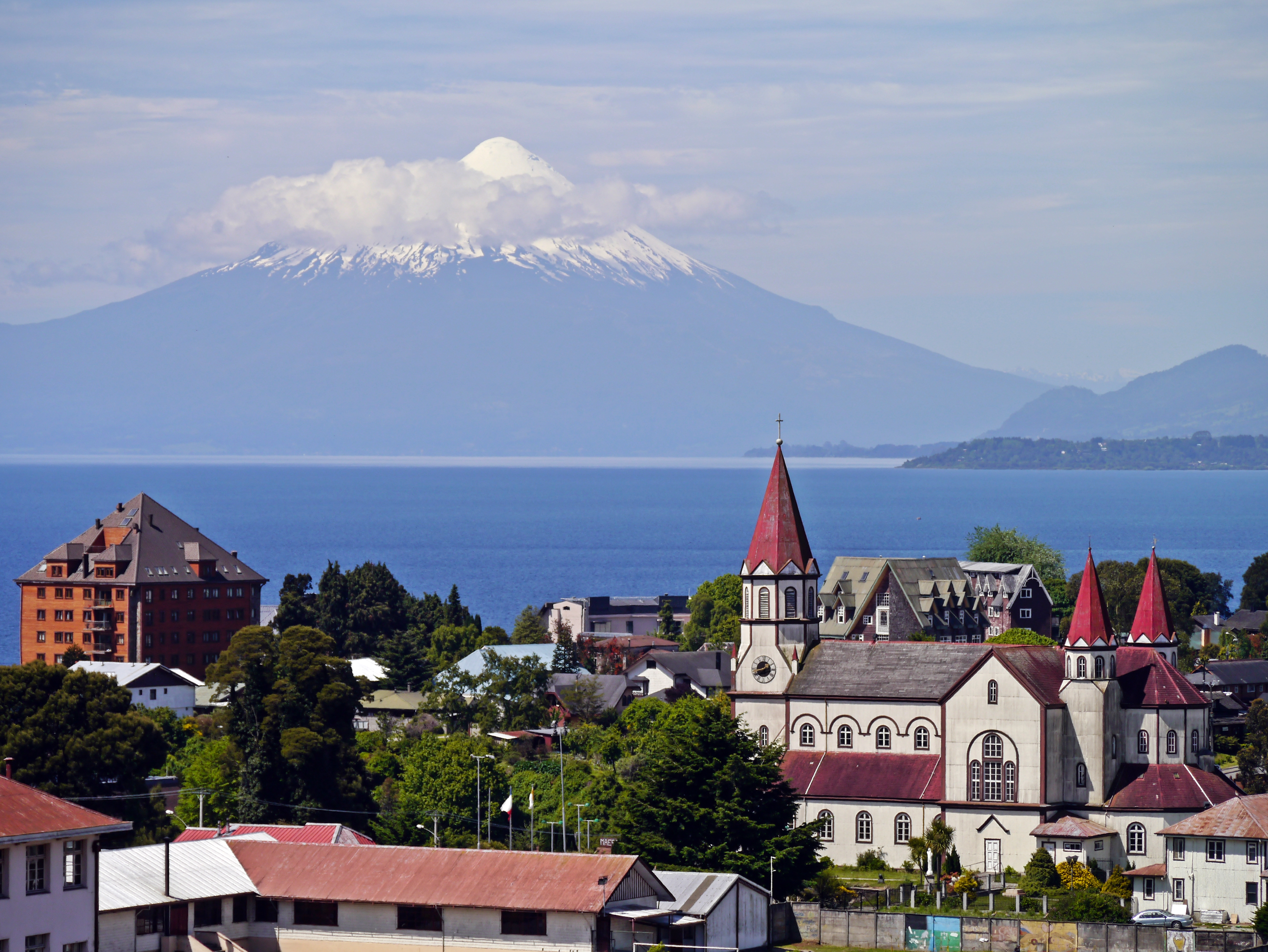
Пуерто-Варас, Чилі
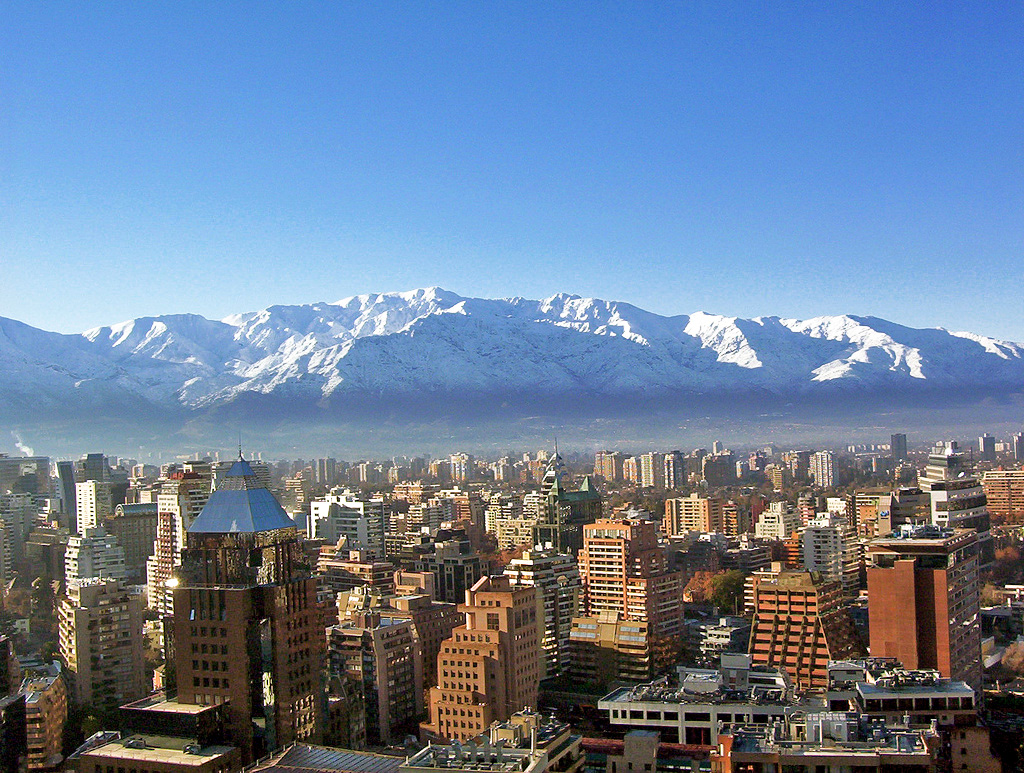
Сантьяго, Чилі
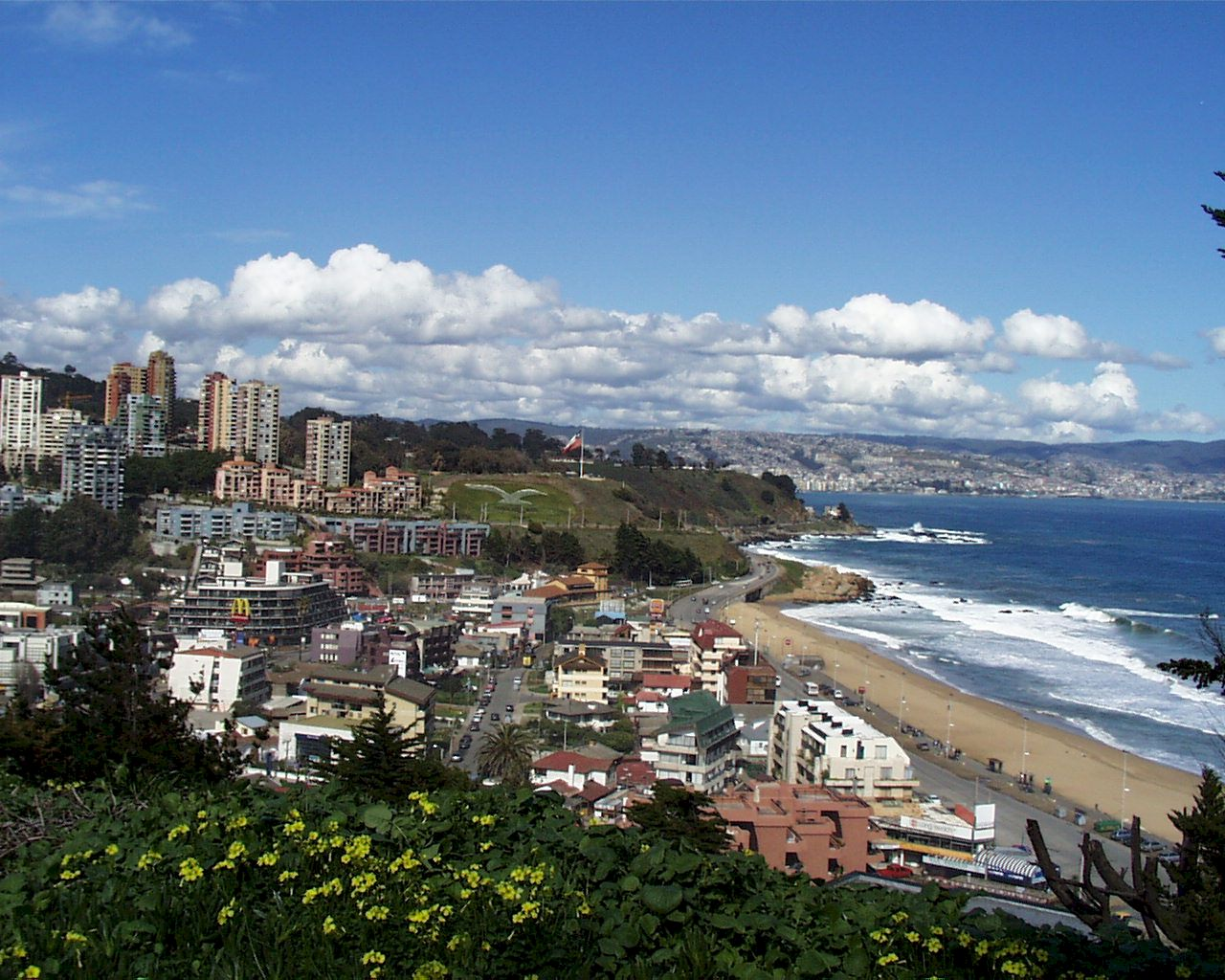
Вінья-дель-Мар, Чилі
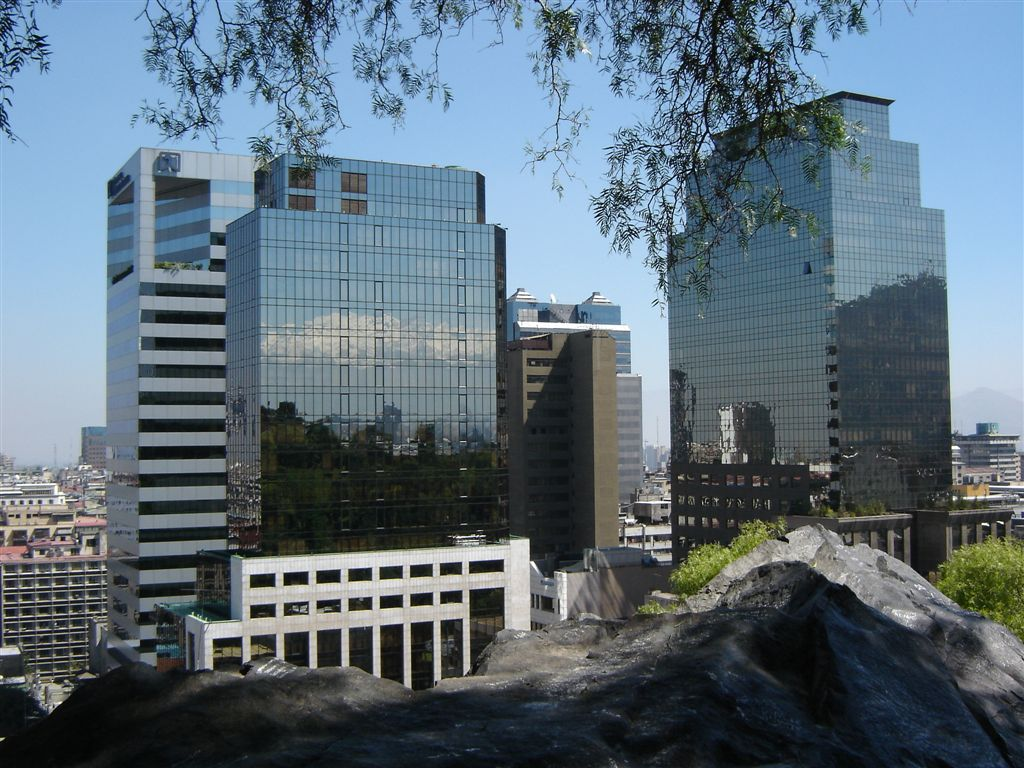
Консепсьйон, Чилі
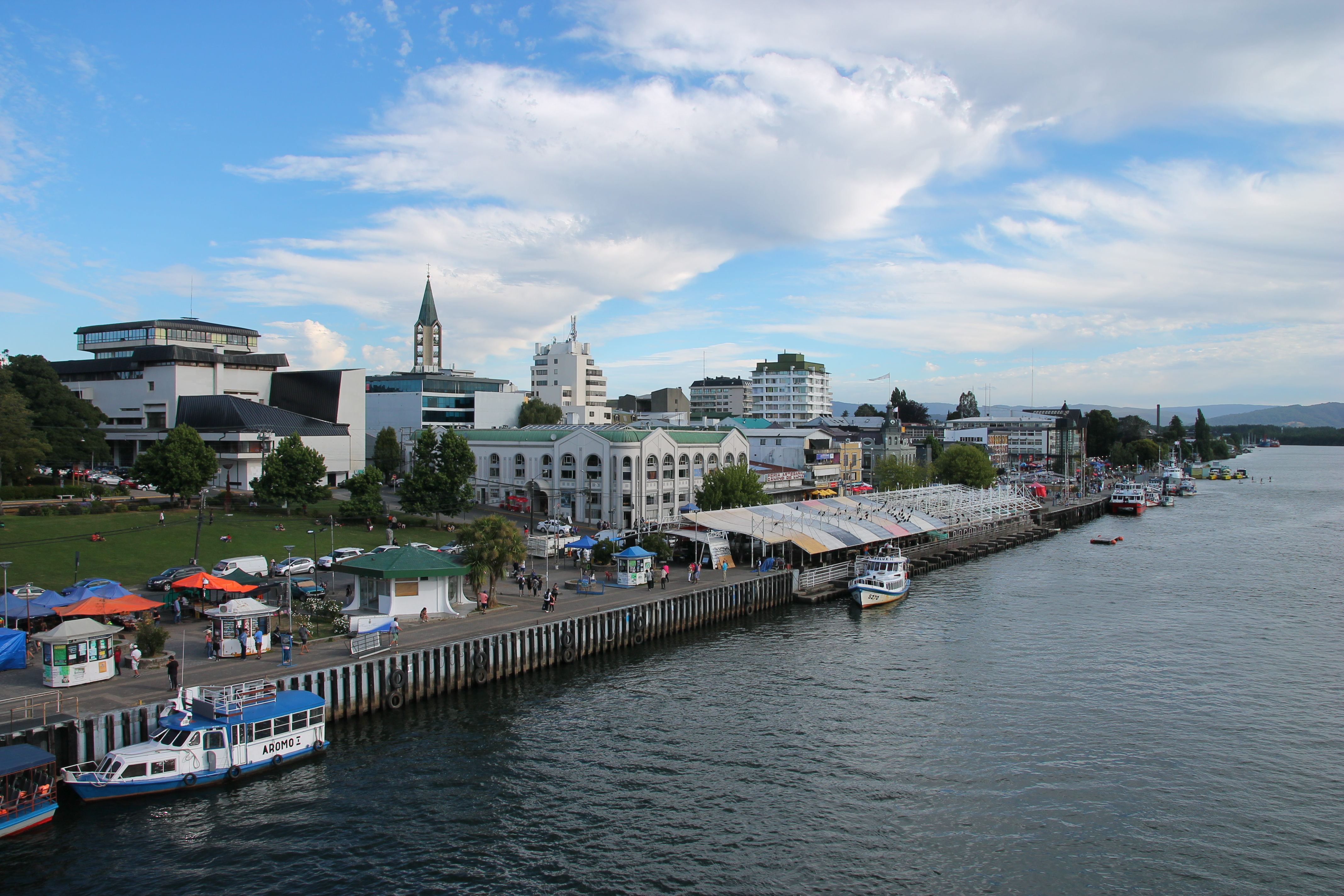
Вальдивія, Чилі
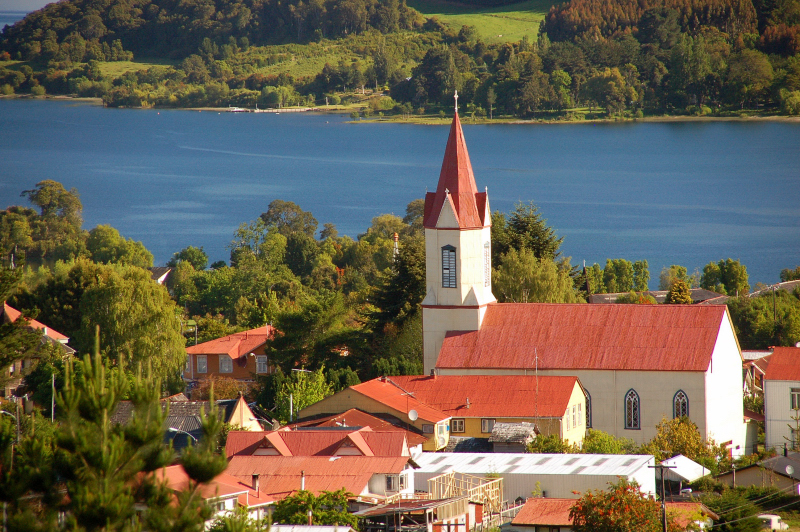
Пуерто-Октай на півдні Чилі
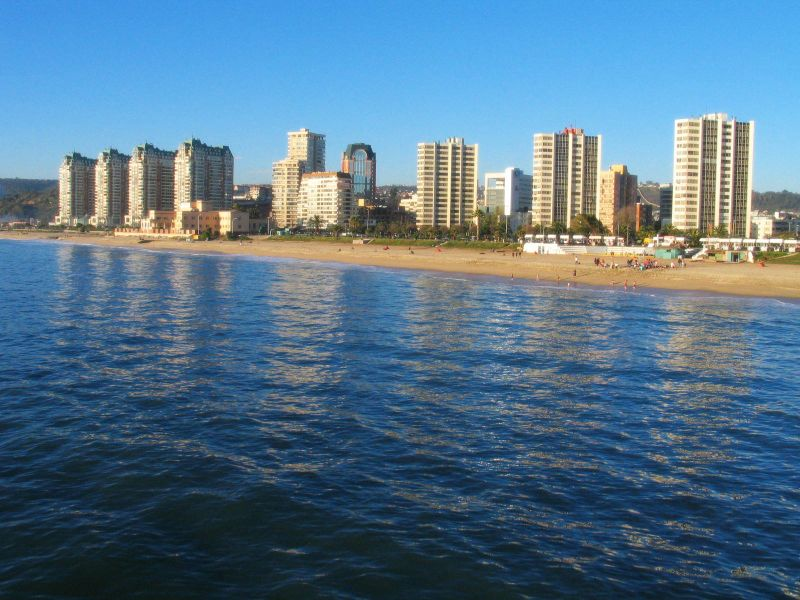
Узбережжя Чилі